# Kościół Najświętszej Maryi Panny Matki Miłosierdzia w Ziębicach
Kościół Najświętszej Maryi Panny Matki Miłosierdzia – rzymskokatolicki kościół rektoralny znajdujący się na terenie parafii świętych Apostołów Piotra i Pawła w Ziębicach.
Świątynia została wzniesiona jako ewangelicko-luterańska (staroluterańska) pod wezwaniem św. Jana. Poświęcono ją w dniu 9 grudnia 1891 roku. Do 1947 roku odprawiane były w niej nabożeństwa dla narodowości niemieckiej do czasu jej wysiedlenia. Od 2001 roku kościół jest ponownie używany dla celów religijnych, dzięki staraniom i wsparciu księdza kardynała Henryka Gulbinowicza. Obecnie znajduje się pod opieką seminarium duchownego z Henrykowa.